# Manuel Strokosch
Manuel Strokosch (* 1994) ist ein deutscher Nationalspieler in der Boulespiel-Sportart Pétanque im Deutscher Boccia-, Boule- und Pétanque-Verband e.V. Er ist mehrfacher deutscher Meister und war Teilnehmer bei Europa- und Weltmeisterschaften.

## Karriere
Strokosch spielt nach eigenen Angaben seit 2006 Boule, zunächst beim BC Lebach, dann beim BC Saarwellingen und dem BC Niedersalbach. Aktuell tritt er für die Petanque-Freunde Saarbrücken und in der Pétanque-Bundesliga an. Nach der Entlassung zweier Bundestrainer im Jahr 2020 trat er zusammen mit vier weiteren Nationalspielern aus der Nationalmannschaft zurück. Seit 2023 ist er wieder im deutschen Nationalkader.
Er ist Rechtshänder und spielt bevorzugt die Spielposition Mileau und Tireur. Er benutzt Kugel im Gewicht 680 Gramm bei 73 mm Durchmesser.
Strokosch war Teilnehmer bei den Europameisterschaften 2008 (U18), 2010 (U18), 2013, 2015 (U23) und 2018 sowie den Weltmeisterschaften 2009 (U18), 2011 (U18) und 2019. Bei der EM 2015 (U23) und 2018 errang er jeweils die Bronze-Medaille, bei der WM 2011 (U18) die Silber- und Bronze-Medaille.
Als Jugendlicher schoss er 2010 bei den Deutschen Meisterschaften im Wettbewerb Tir de Precision mit 58 von 100 möglichen Punkten eine neue deutsche Bestmarke. Erst 2024 wurde dies von Justin Neu überboten, als dieser im Halbfinale der DM 65 Punkte erzielte. Der internationale Rekord liegt bei 67 Punkten (durch Christophe Sévilla und Diego Rizzi).

## Erfolge als Spieler

### International
- 2008: Teilnahme an der Europameisterschaft Jugend
- 2009: Teilnahme an der Weltmeisterschaft Jugend[8]
- 2010: Teilnahme an der Europameisterschaft Jugend[9]
- 2011: 3. Platz Weltmeisterschaft Jugend Tireur[10]
- 2011: 2. Platz Weltmeisterschaft Jugend Triplette Jugend (U18) zusammen mit Tehina Anania, Moritz Leibelt und Simon Striegel[11]
- 2013: Teilnahme an der Europameisterschaft Espoirs (U23)
- 2015: 3. Platz Europameisterschaft Triplette Espoirs (U23) zusammen mit Marco Lonken, Moritz Rosik und Robin Stentenbach[12]
- 2018: 3. Platz Europameisterschaft Tête-à-Tête[13]
- 2019: Teilnahme an der Weltmeisterschaft[14]

### National
(Quelle)
- 2007: 3. Platz Deutsche Meisterschaft Triplette Cadets (U15) zusammen mit PatrickJochum und Yannic Kron
- 2009: 1. Platz Deutsche Meisterschaft Tireur Jugend (U18)
- 2009: 2. Platz Deutsche Meisterschaft Triplette Junioren (U18) zusammen mit Patrick Jochum und Mika Everding
- 2009: 3. Platz Deutsche Meisterschaft Tête-à-Tête
- 2009: 3. Platz Deutsche Meisterschaft Doublette zusammen mit Rosario Italia
- 2009: 3. Platz bei den deutschen Vereinsmeisterschaften mit dem BC Saarwellingen
- 2010: 1. Platz Deutsche Meisterschaft Tireur Jugend (U18)
- 2010: 1. Platz Deutsche Meisterschaft Triplette Junioren (U18) zusammen mit Patrick Jochum und Mika Everding
- 2010: 3. Platz bei den deutschen Vereinsmeisterschaften mit dem BC Saarwellingen
- 2011: 1. Platz Deutsche Meisterschaft Triplette Junioren (U18) zusammen mit Simon Striegel und Tehina Anania[16]
- 2015: 1. Platz Deutsche Meisterschaft Doublette zusammen mit Tehina Anania
- 2015: 3. Platz Deutsche Meisterschaft Triplette Espoirs (U23) zusammen mit Oliver Theobald und Celine Krause
- 2016: 1. Platz Deutsche Meisterschaft Triplette Espoirs (U23) zusammen mit Alex Baumann und Jan Laube
- 2018: 2. Platz Deutsche Meisterschaft Tireur
- 2019: 3. Platz Deutsche Meisterschaft Doublette zusammen mit Torsten Lay
- 2019: 3. Platz bei den deutschen Vereinsmeisterschaften mit PF Saarbrücken
- 2019: 3. Platz Deutsche Meisterschaft Tireur
- 2022: 1. Platz Deutsche Meisterschaft Tireur
- 2022: 3. Platz bei den deutschen Vereinsmeisterschaften mit PF Saarbrücken
- 2022: 2. Platz Deutsche Meisterschaft Tête-à-Tête[17]
- 2023: 2. Platz Deutsche Meisterschaft Tireur
- 2023: 3. Platz bei den deutschen Vereinsmeisterschaften mit PF Saarbrücken

## Privates
Strokosch ist von Beruf Zerspanungsmechaniker.